# Heinrich Kunst
Heinrich Kunst (* 21. März 1905 in Ofenerfeld; † 11. März 1993 ebenda) war ein Volksschauspieler, dem die plattdeutsche Sprache sehr am Herzen lag.

## Leben
Heinrich Kunst gründete in den zwanziger Jahren die plattdeutsche Theatergruppe Ofenerdiek und wurde 1931 Mitglied der Niederdeutschen Bühne am Landestheater Oldenburg. Dieser Bühne, später die August-Hinrichs-Bühne, gehörte er bis zu seinem Lebensende an. Am 25. Oktober 1937 beantragte er die Aufnahme in die NSDAP und wurde rückwirkend zum 1. Mai desselben Jahres aufgenommen (Mitgliedsnummer 5.448.632).
Er wirkte in mehreren Filmen mit. Dies und seine regelmäßigen Auftritte auf der Bühne, in Radio und Fernsehen machten ihn auch überregional bekannt. So war er beispielsweise zwischen 1963 und Mitte der 1980er Jahre gemeinsam mit Ursula Hinrichs in der monatlich von Radio Bremen ausgestrahlten Hörfunkreihe Zwei schlicht – zwei kraus zu hören.
Heinrich Kunst war Träger des Bundesverdienstkreuzes am Bande und Ehrenbürger der Gemeinde Wiefelstede.

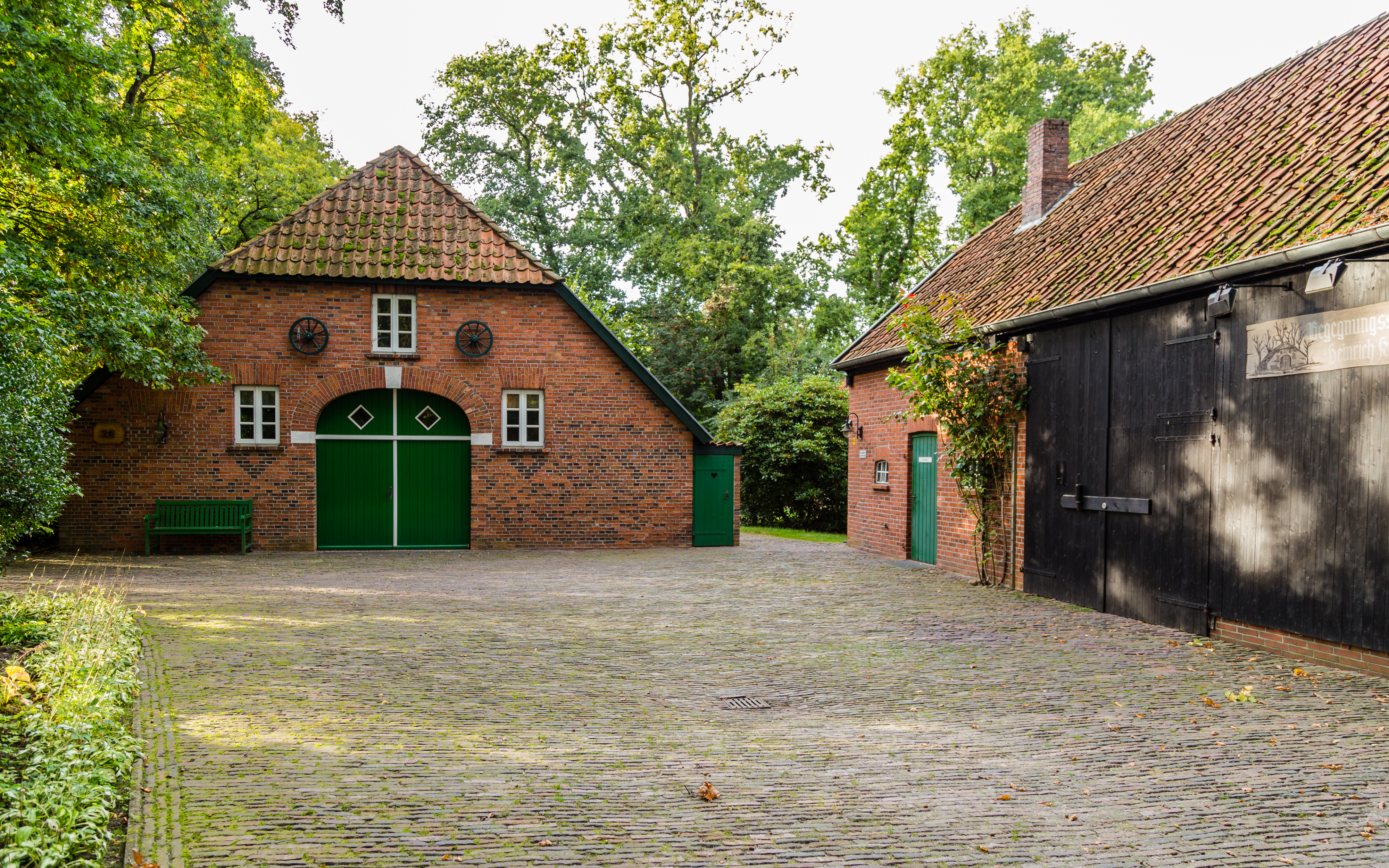
Begegnungsstätte Heinrich Kunst in Ofenerfeld

Seine Hofstelle, auf der er sein ganzes Leben verbrachte, vererbte er nach seinem Tode der Gemeinde Wiefelstede. Der Verein Begegnungsstätte Heinrich Kunst e. V. restaurierte die Hofstelle, die heute als Versammlungs- und Begegnungsstätte dient.

## Filmografie
- 1968: Vier Stunden von Elbe 1 (Fernsehfilm)
- 1969: Ein Jahr mit Sonntag (Fernsehserie)
- 1970: Gezeiten (Fernsehfilm)
- 1973: Tatort: Jagdrevier (Fernsehfilm)
- 1979: Ein Kapitel für sich (Fernsehfilm)
- 1979: Kümo Henriette (Fernsehserie)
- 1986: Geschichten aus der Heimat (Fernsehserie) Episode: Hellings Flucht
- 1986: Finkenwerder Geschichten (Fernsehserie)
- 1989: Otto – Der Außerfriesische

## Hörspiele
- 1951: Jann, de Wunnerbare – Regie: Eberhard Freudenberg
- 1952: Klockensalat. Ein Trauerspiel zum Lachen – Regie: Fritz Börner
- 1952: För de Katt – Bearbeitung und Regie: Eberhard Freudenberg
- 1952: De Knütt in't Taschendook. Eine höchst unangenehme Begebenheit – Regie: Erich Keddy
- 1952: De Buck is schuld! Ein vergnügliches Durcheinander – Regie: Fritz Börner
- 1952: De verlaren Söhn. Ein Spiel um die Heimkehr Fritz Reuters – Regie: Walter Bäumer
- 1952: De Kramerskörw – Regie: Heinz Kottkamp
- 1953: Lünkenlarm oder: Sülwern Hochtied – Regie: Erich Keddy
- 1953: Dat Dokterbook. Lustig Spill in drei Törns – Regie: Walter Bäumer
- 1953: De Pott is twei (Niederdeutsche Version von Der zerbrochne Krug von Heinrich von Kleist, in einer Bearbeitung von Albert Mähl) – Regie: Walter Bäumer
- 1953: In'n Mahlgang. Een ernsthaft Spill – Regie: Walter Bäumer
- 1953: Balduin Pötter – Autor: Paul Carstens, Regie: Erich Keddy
- 1953: De moje Jack. Ein Geschehen aus dem Alltag – Regie: Hans Robert Helms
- 1953: Ein niederdeutsches Krippenspiel – Regie: Walter A. Kreye
- 1954: Teihn Jahr un dree Daag. Ein Spiel aus unserer Zeit – Bearbeitung und Regie: Eberhard Freudenberg
- 1954: Karo ist Trumpf – Regie: Heinz Kottkamp
- 1954: De latinsche Buer. Mitschnitt einer Aufführung der August-Hinrichs-Bühne Oldenburg – Regie: Wolfgang Harprecht
- 1954: Hochtiedsklocken – Regie: Erich Keddy
- 1954: Kramer Kray – Regie: Eberhard Freudenberg
- 1954: Dumm-Hans. Ein lustiges plattdeutsches Hörspiel – Regie: Wolfgang Harprecht
- 1955: Ottjen Alldag (9. Teil: Sie waren allein im Kontor!) – Regie: Bernd Wiegmann
- 1955: Von dem Fischer und seiner Frau. Ein altes Märchen im neuen Gewande – Regie: Erich Keddy
- 1955: De Vergant-Schoster. Een lustig Spill – Regie: Hans Robert Helms
- 1955: Jeppe in't Paradies. Komödie frei nach Ludvig Holberg – Regie: Wolfgang Harprecht
- 1955: Dat plattdütsche Krüppenspeel – Regie: Walter A. Kreye
- 1956: Besöök ut´t Paradies. Ein Schelmenspiel aus alten Zeiten – Regie: Walter A. Kreye
- 1956: De fidele Jahrgang. – Der Verein – Die Gäste – Die Festkapelle – Regie: Erich Keddy
- 1956: Verloren Paradies. Ein Spiel aus unseren Tagen – Autor und Regie: Ivo Braak
- 1956: De dütsche Michel – Bearbeitung und Regie: Eberhard Freudenberg
- 1956: Twee Kisten Rum – Regie: Bernd Wiegmann
- 1957: Hein Godenwind, de Admiral von Moskitonien. Eine deftige Hamburger Geschichte – Regie: Wolfgang Harprecht
- 1957: Eendusendfiefhunnert Mark. Niederdeutsches Hörspiel – Regie: Erwin Wirschaz
- 1957: Dat verdreihte Book oder: Moral muß sein um jeden Preis – Bearbeitung und Regie: Walter A. Kreye
- 1957: An´n Krüzweg – Regie: Hans Robert Helms
- 1957: De Bremer Stadtmuskanten – Autor und Regie: Erwin Wirschaz
- 1957: De snaaksche Vagel. Lütt achtersinnig Speel – Regie: Wolfgang Harprecht
- 1957: Jürgen Piepers – Bearbeitung und Regie: Eberhard Freudenberg
- 1957: De föffte Gast – Regie: Hans Robert Helms
- 1958: Katte Lies un Kater Bumm. Niederdeutsches Hörspiel – Regie: Hannes Krüger
- 1958: Klothilde. De afsünnerliche Geschicht von een Bimmelbahn-Lokomotiv – Regie: Rudolf Sang
- 1959: De drieste Voß. Eine niederdeutsche Funksatire in Versen – Regie: Rudolf Sang
- 1959: De Dubbelbuck – Regie: Ivo Braak
- 1959: Pepersnööv. Eine geräuschvolle – aber völlig harmlose Episode – Regie: Wolfgang Harprecht
- 1959: Ward verschaben! Ein lustiges Spiel um freiwillige und unfreiwillige Terminverschiebungen – Regie: Ivo Braak
- 1959: Hein Mück im Silberwald. Ein zeitgemäßes Lustspiel um Bauern, Filmstars und Illusionen – Regie: Hans Robert Helms
- 1959: Vörsmack op de Ewigkeit – Regie: Bernd Wiegmann
- 1959: De Kriegskamerad. Een vergnögd Spill – Regie: Bernd Wiegmann
- 1960: De Komet. Eine heitere, aber dennoch ernstzunehmende Rechtfertigung des Sprichworts "Wer anderen eine Grube gräbt ..." – Regie: Hans Robert Helms
- 1960: De Pastorenwahl. Niederdeutsches Hörspiel – Regie: Günter Siebert
- 1960: De Gewaltkur – Regie: Bernd Wiegmann
- 1960: Wenn de Hahn kreiht – Regie: Walter A. Kreye
- 1960: Verkündigung und Anbetung des Kindeken. Nach einem barocken Christspiel aus dem 16. Jahrhundert – Regie: Erich Keddy
- 1961: Flaschenpost. Een Ulenspegelee – Regie: Rudolf Sang
- 1961: De Fockbeker Aal. Striedhamels – Die Streitsucht in Vergangenheit und Gegenwart – Regie: Hans-Jürgen Ott
- 1961: Kramer Kray. Niederdeutsche Komödie – Regie: Wolfgang Harprecht
- 1962: De Eenspänners – Regie: Hans Tügel
- 1962: De Blekendörper Invaschoon. Ein fast historisches, aber dennoch heiteres Spiel – Autor und Regie: Konrad Hansen
- 1962: De sanfte Kehl´. Heiteres Spiel – Regie: Bernd Wiegmann
- 1962: Die sanfte Kehle. Heiteres Spiel. Plattdeutsche Funkfassung von Ivo Braak – Regie: Bernd Wiegmann
- 1962: Dat Meisterstück. Heiteres niederdeutsches Hörspiel – Regie: Ivo Braak
- 1962: De Reis’ na Stutenbötel. Vergnögd Speel – Regie: Hans Robert Helms
- 1962: De Immenkoppel – Regie: Rudolf Sang
- 1962: De Straat langs.... Eine Funkkomödie aus unserer jüngsten Vergangenheit – Regie: Hans Robert Helms
- 1963: Leider allens kaputt! Ein vergnügliches Spiel zwischen Rom und Ostergeest – Regie: Hans Robert Helms
- 1963: Dat Andenken. Niederdeutsches Hörspiel – Regie: Walter Bäumer
- 1963: Twee Iesen in't Füer – Regie: Hans-Jürgen Ott
- 1963: Mitgift ut Kalkutta. Niederdeutsches Hörspiel – Regie: Bernd Wiegmann
- 1963: Jan Meier sien tweeten Bruusjahren – Regie: Bernd Wiegmann
- 1963: Een Dör sleiht to! Heiteres Spiel um ein kleines Malheur mit großen Folgen – Regie: Hans-Jürgen Ott
- 1963: Safari in Höltenbusch. Erfahrungen im Umgang mit wilden Tieren – Regie: Hans Robert Helms
- 1963: De Slüüs – Regie: Walter Bäumer
- 1963: Speel för een Nacht – Regie: Walter Bäumer
- 1964: Wi armen Armen oder: Plietsche Kostgängers! – Regie: Hans Robert Helms
- 1964: Dat Schicksalshuus – Regie: Hans-Jürgen Ott
- 1964: De Düwel mit dree gollen Haar – Regie: Walter Bäumer
- 1964: De Soot – Regie: Walter Bäumer
- 1964: Tulipantjes. Niederdeutsches Hörspiel – Regie: Hans Robert Helms
- 1964: Schipp op Strand! Een vergnögd Speel von Seelüd, Strandrövers un den hilligen Petrus – Regie: Erich Keddy
- 1964: De Vergant-Schoster – Regie: Wolfgang Harprecht
- 1964: De Blekendörper Invaschon – Regie: Hans Robert Helms
- 1964: Dat Schipp Bottervagel – Regie: Walter Bäumer
- 1964: Droom an'n Hilligabend – Regie: Erich Keddy
- 1965: De Gesundbrunnen. Niederdeutsches Hörspiel – Regie: Hans-Jürgen Ott
- 1965: De Himmel is hoch. Niederdeutsches Hörspiel – Regie: Walter Bäumer
- 1965: Modern mutt dat wesen! Lütt Höögspill – Regie: Hans-Jürgen Ott
- 1965: In Luuv un Lee de Leev – Regie: Dieter Ehlers
- 1965: De Kaiser kummt! – Regie: Dieter Ehlers
- 1965: Choleraverdächtig! – Regie: Dieter Ehlers
- 1965: De Bäcker un sien Fro – Regie: Hans Robert Helms
- 1965: De Stünnen, ehr de Sünn opgeiht. Ein Spiel zwischen Traum und Wirklichkeit – Regie: Walter Bäumer
- 1965: Gerichtsdag. Ein Hörspiel frei nach Platon – Regie: Hans-Jürgen Ott
- 1966: ... alltomal Sünner! Eine Dorfkomödie – Regie: Ivo Braak
- 1966: Dree Dage vör Sünte Valentin. Een düster Speel ut Droom- un Märkenwelt – Regie: Rudolf Sang
- 1966: Dat 'kostbare' Stück. Ein vergnügliches Spiel – Regie: Hans Robert Helms
- 1966: Hans in't Glück. Ein heiter-optimistisches Spiel – Regie: Dieter Ehlers
- 1966: De Hemmannslacht fallt ut! – Regie: Hans Robert Helms
- 1966: De Hemmanslacht fallt ut! – Bearbeitung und Regie: Hans Robert Helms
- 1966: Maandagmorgen. Plattdeutsches Lustspiel – Regie: Walter A. Kreye
- 1966: An'n Krüzweg – Regie: Walter Bäumer
- 1966: Freen is Lotteriespill – Regie: Ivo Braak
- 1967: De Vergantschoster. Niederdeutsches Hörspiel – Regie: Hans Helge Ott
- 1967: Quitt. Ein Spiel um Schuld und Wiedergutmachung – Regie: Walter A. Kreye
- 1967: Korl Witt föhrt na Oslo – Regie: Hans Robert Helms
- 1967: De Pannemann. Niederdeutsches Hörspiel – Regie: Hannes Krüger
- 1968: Dat Dörp Annersieden – Regie: Walter Bäumer
- 1968: Besök op Nordstrand. Niederdeutsches Hörspiel – Regie: Rudolf Sang
- 1968: Peter Schampanjer – Regie: Ivo Braak
- 1968: De Geetkann. Niederdeutsches Hörspiel – Regie: Walter A. Kreye
- 1969: Dat Snuuvdook (4 Folgen) – Regie: Hans-Jürgen Ott
- 1969: Wenn de Hahn kräht. Plattdeutsche Bauernkomödie – Regie: Erich Keddy
- 1969: Stah op un gah. Niederdeutsches Hörspiel – Regie: Walter Bäumer
- 1969: Liekers ansmärt. Heiteres Hörspiel – Regie: Dieter Ehlers
- 1970: Dat Gespann. Heiteres niederdeutsches Hörspiel – Regie: Hans-Jürgen Ott
- 1970: "Postlagernd Liebe". Niederdeutsche Komödie – Regie: Hans Robert Helms
- 1970: Grötens utrichten. Niederdeutsches Hörspiel – Regie: Walter A. Kreye
- 1970: Buern in us Tied. Niederdeutsches Hörspiel – Regie: Hans-Jürgen Ott
- 1972: in memoriam. Hörspiel aus dem Niederländischen ins Plattdeutsche übertragen – Regie: Erich Keddy
- 1972: Op de Fähr. Niederdeutsches Hörspiel – Regie: Walter A. Kreye
- 1974: Dat blaue Licht – Regie: Walter Bäumer
- 1975: Gollen Hochtied. Niederdeutsches Hörspiel – Regie: Hans Helge Ott
- 1977: Kramer Kray – Regie: Wolfgang Harprecht
- 1977: De sülvern Mööw. Niederdeutsches Hörspiel – Regie: Hans Helge Ott
- 1977: Toeers wull ick ja na Kanada. Niederdeutsches Hörspiel – Regie: Hans-Jürgen Ott
- 1979: As de Eskimos den Globus nich mehr dreihen – und de Meckelnborgers Revolutschon maken wullen – Regie: Walter A. Kreye
- 1979: Ein Tag mit mir – Regie: Carl-Gottfried von Einem
- 1981: Wenn de Veehhändler kummt – Regie: Claus Boysen
- 1981: De Baas bün ick! – Regie: Hans Helge Ott
- 1981: Dat Sprüttenhuus – Regie: Ursula Hinrichs
- 1982: Opa Muhlemann. Niederdeutsches Hörspiel – Regie: Michael Leinert
- 1984: Anscheten, Herr Pastor! – Autor und Regie: Walter A. Kreye
- 1985: Een Dag as elkeen Dag – Regie: Hans Helge Ott
- 1986: Naschrapels – Regie: Michael Leinert
- 1986: Sien grote Stünn – Autor und Regie: Konrad Hansen
- 1986: De Notbrems trecken – Regie: Siemen Rühaak
- 1987: Rebellion in Koldenkarken – Regie: Frank Grupe
- 1987: Dörpsparadies. Niederdeutsches Hörspiel – Regie: Michael Leinert
- 1988: Oole Tieden. Niederdeutsches Hörspiel – Regie: Wolfgang Rostock
- 1988: Veehjöd Levi – Regie: Michael Leinert
- 1988: Bet annermal. Niederdeutsches Hörspiel – Regie: Hans-Jürgen Ott
- 1990: Hostensaft – Regie: Frank Grupe
- 1990: Kastendiek und Bischoff ... (41. Folge: Hausaufgaben) Geschichten aus der Bremer Neustadt – Regie: Nicht angegeben
- 1990: Sisyphos – Regie: Jochen Schütt
- 1990: Kastendiek und Bischoff ... (45. Folge: Ausgekocht) Geschichten aus der Bremer Neustadt – Regie: Nicht angegeben
- 1991: Kastendiek und Bischoff ... (48. Folge: Abflug) Geschichten aus der Bremer Neustadt – Regie: Hans Helge Ott
- 1991: Kastendiek und Bischoff ... (51. Folge: Feierabend) Geschichten aus der Bremer Neustadt – Regie: Hans Helge Ott
- 1991: Kastendiek und Bischoff ... (55. Folge: Scharfer Schnitt) Geschichten aus der Bremer Neustadt – Regie: Hans Helge Ott
- 1991: Kastendiek und Bischoff ... (59. Folge: Kartentricks) Geschichten aus der Bremer Neustadt – Regie: Jochen Schütt
- 1991: Kastendiek und Bischoff ... (60. Folge: Hitzestau) Geschichten aus der Bremer Neustadt – Regie: Jochen Schütt
- 1991: Nimmer. Niederdeutsches Hörspiel – Autor und Regie: Frank Grupe
- 1993: Verännerung. Niederdeutsches Hörspiel – Regie: Claus Boysen